# Rock n' Roll Animal
Rock n' Roll Animal är ett livealbum från 1974 med artisten Lou Reed. Det spelades in i december 1973 på Howard Stein's Academy of Music. De flesta av låtarna är från Velvet Underground-tiden, men i lite annorlunda tappning.

## Låtlista
1. "Intro/Sweet Jane" (Steve Hunter/Lou Reed) - 7:57
2. "Heroin" (Lou Reed) - 13:16
3. "White Light/White Heat" (Lou Reed) - 5:11
4. "Lady Day" (Lou Reed) - 4:00
5. "Rock n' Roll" (Lou Reed) - 10:08

## Musiker
- Lou Reed – sång
- Pentti Glan – trummor
- Steve Hunter – gitarr
- Prakash John – bas, sång
- Dick Wagner – gitarr, sång
- Ray Colcord – klaviatur

## Listplaceringar
| Lista (1974)   | Position             |
| -------------- | -------------------- |
| Kanada         | 55 (RPM)             |
| Storbritannien | 26 (UK Albums Chart) |
| Sverige        | XX* (Kvällstoppen)   |
| USA            | 45 (Billboard 200)   |